# Geffosses

Geffosses este o comună în departamentul Manche, Franța. În 1 ianuarie 2022 avea o populație de 498 de locuitori.